# Dezyderiusz Zawistowski

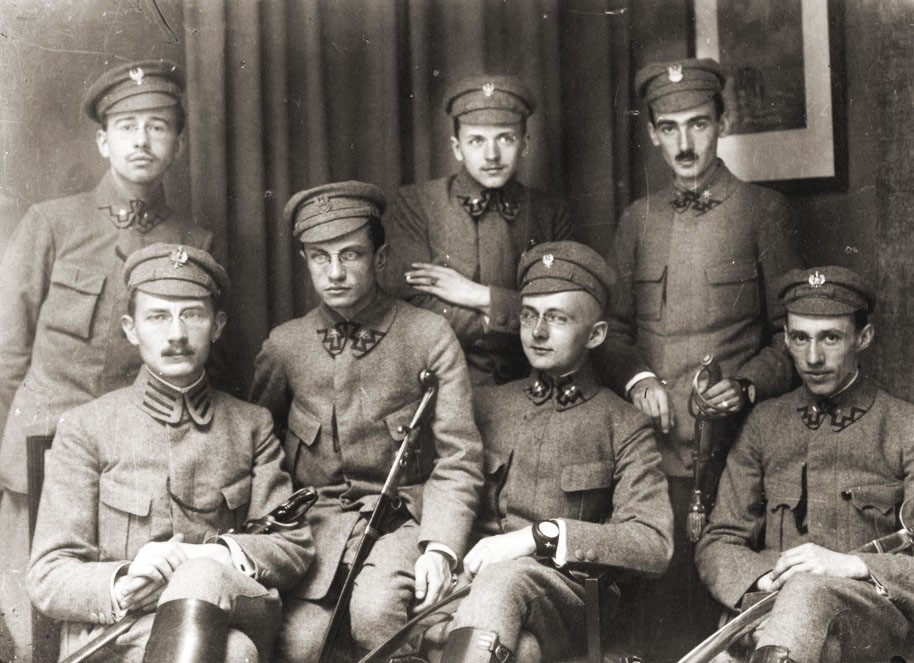
Członkowie Komendy Naczelnej POW. Sierżant Zawistowski siedzi pierwszy z lewej

Dezyderiusz Jan Jerzy Zawistowski, ps. „Zerwicz” (ur. 23 maja 1891 w Warszawie, zm. 20 września 1939 pod Kamionką Strumiłową) – podpułkownik kawalerii Wojska Polskiego, działacz niepodległościowy, inżynier, kawaler Orderu Virtuti Militari.

## Życiorys
Urodził się 23 maja 1891 w Warszawie, w rodzinie Leonarda (zm. 1913) i Eugenii z Brodowskich (zm. 1918). Po ukończeniu siedmioklasowej Szkoły Realnej Emiliana Konopczyńskiego wstąpił do Szkoły Technicznej Wawelberga i Rotwanda w Warszawie. W tym czasie był członkiem organizacji samokształceniowych, Związku Młodzieży Niepodległościowej i Związku Strzeleckiego. Po ukończeniu dwóch kursów wyjechał do Wirtembergii, gdzie studiował w królewskiej Wyższej Szkole Technologicznej w Reutlingen. Na początku 1914 ukończył naukę i rozpoczął pracę w dziale przetworów jedwabi sztucznych fabryki „Krusche & Ender” w Pabianicach, w charakterze technologa.
W sierpniu 1914 – razem z Tadeuszem Żulińskim, Wacławem Jędrzejewiczem, Konradem Libickim, Aleksandrem Tomaszewskim i Marianem Zyndram-Kościałkowskim – otrzymał zadanie zorganizowania Polskiej Organizacji Wojskowej na terytorium Królestwa Kongresowego i Imperium Rosyjskiego. Został członkiem Komendy Naczelnej POW, komendantem szkoły podoficerskiej i dowódcą oddziałów lotnych. Z rozkazu POW wyjechał – pod pseudonimem „Jerzy Zerwicz” – do Rosji i Finlandii, celem zorganizowania komórek tej organizacji.
W sierpniu 1915 wymaszerował ze stolicy w składzie batalionu warszawskiego POW do Legionów Polskich. 22 sierpnia tego roku został wcielony do 1. szwadronu 1 pułku ułanów. Później służył w 5., a następnie 3. szwadronie, w stopniu wachmistrza. Od kwietnia do czerwca 1917 był w Komisariacie Werbunkowym do WP w Rawie. Następnie został internowany w obozie w Szczypiornie, a później w Łomży. Po śmierci matki (27 marca 1918) został czasowo zwolniony z internowania. Z rozkazu Edwarda Śmigłego-Rydza nie wrócił do obozu, lecz wyjechał na teren Generalnego Gubernatorstwa Lubelskiego, jako komendant POW na okręg zamojski, tomaszowski i biłgorajski. Po rozbrojeniu Austriaków utworzył szwadron ziemi zamojskiej, który 21 marca 1919 – na rozkaz Gustawa Orlicz-Dreszera – został włączony do organizowanego w tym czasie w Lubomlu 5. szwadronu 1 pułku szwoleżerów. 21 sierpnia 1919 mianowany, z dniem 1 sierpnia 1919, podporucznikiem w kawalerii. W styczniu 1920 przeniesiony do 1 pułku strzelców konnych, w którym dowodził 2. szwadronem i awansował na porucznika.
Od października 1921 pełnił służbę w 1 pułku strzelców konnych w Garwolinie. 3 maja 1922 został zweryfikowany w stopniu rotmistrza, ze starszeństwem od 1 czerwca 1919 i 350. lokatą w korpusie oficerów jazdy. 17 maja 1922 odznaczono go orderem wojskowym „Virtuti Militari" V klasy. Po ukończeniu kursów w Grudziądzu i Rembertowie pełnił funkcję adiutanta pułku. W marcu 1924 został przeniesiony do 19 pułku ułanów w Ostrogu nad Horyniem na stanowisko dowódcy szwadronu. Później został przesunięty na stanowisko dowódcy szwadronu karabinów maszynowych, a następnie stanowisko kwatermistrza. 18 lutego 1928 prezydent RP nadał mu, z dniem 1 stycznia 1928, stopień majora w korpusie oficerów kawalerii i 48. lokatą. W kwietniu tego roku został przesunięty na stanowisko dowódcy szwadronu zapasowego 19 puł. we Włodzimierzu, a w lipcu 1929 zatwierdzony na stanowisku zastępcy dowódcy pułku. 17 stycznia 1933 prezydent RP nadał mu, z dniem 1 stycznia 1933, stopień podpułkownika w korpusie oficerów kawalerii i 16. lokatą. Od maja 1938 do końca stycznia 1939 był dowódcą 19 pułku ułanów. Z dniem 31 marca 1939 został przeniesiony w stan spoczynku.
Poległ 20 września 1939 pod Kamionką Strumiłową.
Był żonaty z Leonardą z Mayów, z którą miał syna Jerzego Dezyderiusza (ur. 8 lipca 1920) i córkę Hannę Katarzynę (ur. 22 października 1923). Syn zmarł 16 sierpnia 1944 z ran odniesionych w powstaniu warszawskim, jako szeregowiec batalionu AK „Miłosz”. Po ojcu nosił pseudonim „Zerwicz”. Córka także walczyła w powstaniu warszawskim, jako ochotniczka–sanitariuszka batalionu AK „Bończa”, pseudonim „Zerwicz” i „Hanka”. Po II wojnie światowej pracowała jako pielęgniarka, a w latach 1951–1993 praktykowała jako lekarz medycyny.

## Ordery i odznaczenia
- Krzyż Srebrny Orderu Wojskowego Virtuti Militari nr 7580[30] – 17 maja 1922[31][32][33]
- Krzyż Niepodległości – 12 maja 1931 „za pracę w dziele odzyskania niepodległości”[34][35][36]
- Krzyż Walecznych dwukrotnie[4][37]
- Złoty Krzyż Zasługi – 1928[38][4]
- Medal Pamiątkowy za Wojnę 1918–1921[4]
- Medal Dziesięciolecia Odzyskanej Niepodległości[4]
- Odznaka za Rany i Kontuzje z jedną gwiazdką[39]
- łotewski Medal Pamiątkowy 1918-1928 – 6 sierpnia 1929[40][4]

## Twórczość
- Zarys historji wojennej 19-go pułku ułanów wołyńskich im. płk. Karola Różyckiego. Warszawa: Wojskowe Biuro Historyczne, 1930, seria: Zarys historii wojennej pułków polskich 1918–1920.